# 1916年区画整備決議

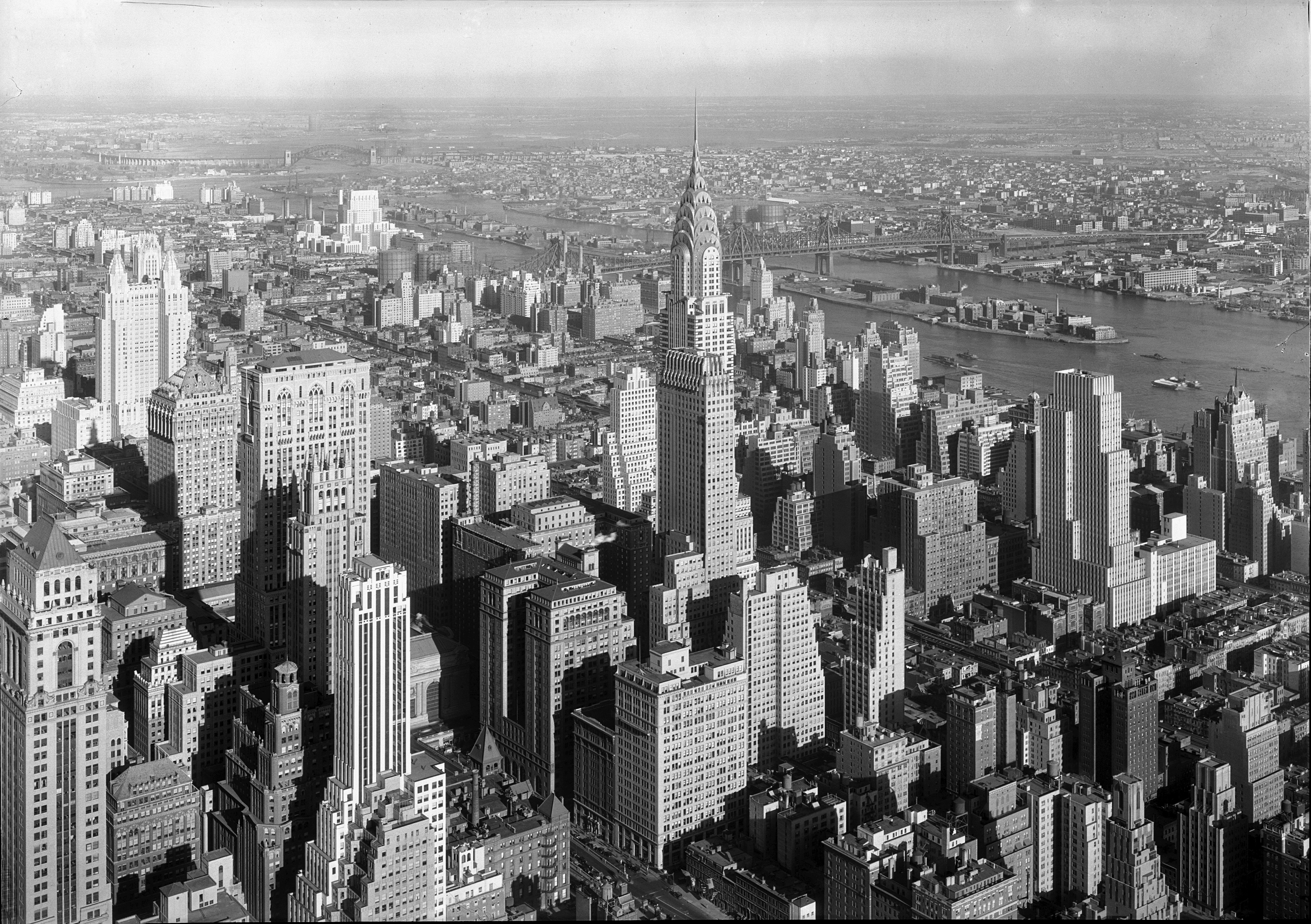
区画整備決議後の1932年のミッドタウン・マンハッタン

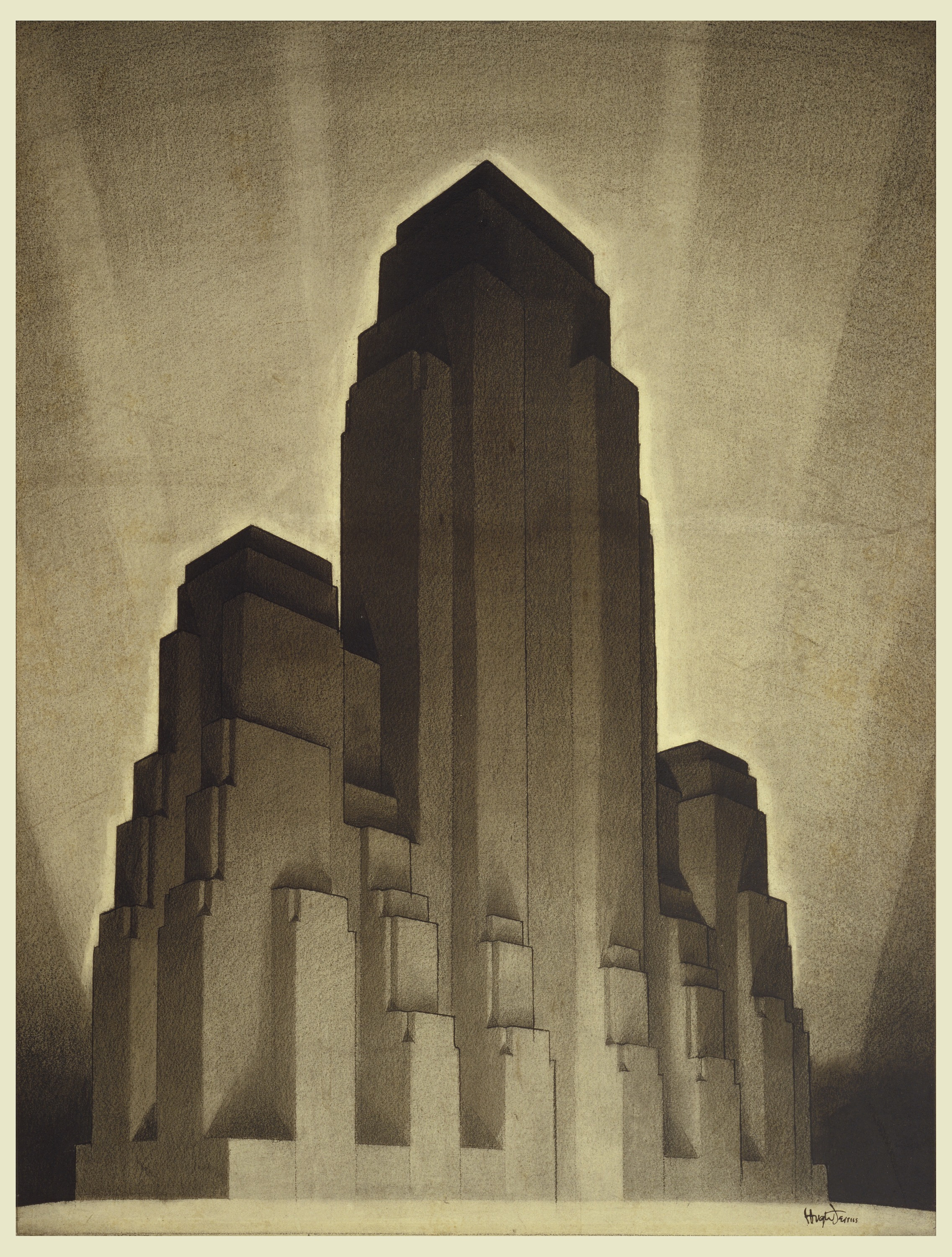
ヒュー・フェリスによるドローイング、『1916年ニューヨークゾーニング条例により認められる最大容積のビルの検討』

ニューヨーク市の1916年区画整備決議 (1916 Zoning Resolution) は、エクイタブル・ビルディングのような大きな建物が、道路の前に建てられ、光や空を遮るのを防ぐために、大きさを規制したものである。一定の高さ、強制力のない高さ制限によるセットバックの導入、ロットサイズの割合の制限など、建物の大きさに制限が加えられた。
建築設計士のヒュー・フェリスは、1922年、可能な形や建築容積を最大限にする方法を明白に描き、集中した研究を通して、これらの新しい規則を広めた。「ニューヨークの区画整備決議を受けて確立したセットバック超高層ビルというスタイルは、1920年代の終わりまでに、シカゴから上海まで様々な場所に広がった」とエリック・ピーター・ナッシュおよびノーマン・マックグレース・マクグラスは述べている。彼らは、セットバック規制がないはずのブルックリンに孤立して建っているウィリアムズバーグ貯蓄銀行タワーもこのようなスタイルを取り入れていることについても述べている。1920年代と1930年代の主流になったアール・デコ超高層ビルは、この決議を受けて建設されている。
これに対して、20世紀中頃までに、多くの新しいインターナショナル・スタイルのビルが、敷地の中心に箱型のタワーをつくり、その周囲をプラザや低い建物で取り囲むことでセットバックの基準を満たそうとしたが、反対意見からしばしば非難を浴びた。しかし、「公共の広場を設けた超高層ビル」という新しいアイデアは、従来のセットバック基準に対する対案として社会に強い影響を与えた。1961年にはニューヨーク市都市計画局が1961年ゾーニング規則を制定し、1916年決議は役目を終えた。新たな規則はセットバックを行う代わりに、容積率を制限することによって建物の大きさを制限している。また、公開空地を設けたビルについてはボーナスとして容積率を緩和する措置も設けている。これはリーバ・ハウス（1952年）とシーグラム・ビルディング（1958年）という、ニューヨークを代表する二つのインターナショナル・スタイルのビルが大きなプラザをビルの前に設けたことに強く影響を受けた規則であった。